# Duvensee
Duvensee er en kommune i det nordlige Tyskland, beliggende i Amt Sandesneben-Nusse i den nordvestlige del af Kreis Herzogtum Lauenburg, i delstaten Slesvig-Holsten.

## Geografi
Duvensee ligger omkring 18 kilometer syd for Lübeck, cirka 12 km vest for Ratzeburg og cirka 10 km nordvest for Mölln.